# Matelas
Le matelas est une pièce d'ameublement utilisée par des personnes pour s'allonger. C'est un élément de confort en matière de sommeil. Il est généralement associé à un lit via un ou plusieurs sommiers.

## Histoire et étymologie
Le mot matelas dérive de l'ancien français materas, lui-même issu de l'arabe مَطْرَحٌ (maṭraḥ), signifiant « objet étalé par terre », « quelque chose de jeté » ou « endroit où l'on jette quelque chose ».
Pendant les croisades, les Européens adoptent l'une des méthodes moyen-orientales consistant à dormir sur des oreillers posés à même le sol, car au Moyen-Orient dormir sur un lit était l'apanage des riches. Le mot materas passe au moyen anglais par le biais des langues romanes. Le plus ancien matelas connu remonte à 77 000 ans et provient d'Afrique du Sud,.
Les premiers matelas contiennent de nombreux matériaux naturels, notamment de la paille, des plumes ou du crin de cheval. Dans la première moitié du XXe siècle, un matelas typique vendu en Amérique du Nord est constitué d'un noyau à ressorts et d'un rembourrage en coton ou en fibres,. Les matelas modernes contiennent généralement un noyau à ressorts ou des matériaux tels que le latex, le viscoélastique[Quoi ?] ou d'autres mousses de polyuréthane flexibles. Comme autres éléments de remplissage on trouve des coussinets isolants placés au-dessus des ressorts (qui empêchent les couches de rembourrage de glisser dans les ressorts) et des fibres de polyester dans les couches supérieures du rembourrage. En 1899, James Marshall introduit le premier matelas à ressorts enroulés individuellement, aujourd'hui communément appelé « ressorts Marshall ».

## Différents types
Les matelas peuvent être fabriqués de multiples manières, à l'origine en bourrant des sacs de paille, de laine, de crin, de feuille de maïs, de son, etc. On trouve aussi au Moyen Âge des matelas en coton, laine, voire en plumes, confortables mais plus onéreux.
De nos jours, les matelas les plus couramment fabriqués sont constitués de :
- mousse
  - mousse de polyuréthane de résilience moyenne (ou conventionnelle) ;
  - mousse haute résilience (ou mousse HR superieur a 35kg par m3) ;
  - mousse à mémoire de forme (ou visco-élastique).
- ressorts
  - biconiques (de forme évasée à chaque extrémité et resserrée au centre) ;
  - ensachés (enfermés individuellement dans un petit sac) ;
  - à fil continu (pour un maximum de fermeté).
- latex
  - mélange de latex de synthèse pour assurer la durabilité et de latex naturel pour une meilleure élasticité et indépendance de couchage ;
  - 100 % latex naturel (au moins 85 % de latex issu de la sève de l'hévéa brasiliensis).
- laine
  - les matelas sont fabriqués par des artisans et à la main ;
  - le choix d'un matelas laine, crin et ressorts est la solution la plus utilisée dans le secteur de la literie haut de gamme.

On trouve également des matelas pneumatiques, gonflables, faits d'une enveloppe en matière plastique, utilisés en général pour le camping et aussi parfois sur la plage comme embarcation de fortune.
Enfin, les matelas dits « tapis de sol » sont constitués d'une mousse dense et très fine. Ils sont légers, peu encombrants, et donc transportables à dos d'homme. Pour améliorer le confort de ces matelas de randonnée, une société américaine a inventé le matelas auto-gonflant (ex : therm-a-rest), de faible encombrement, qui reprend de lui-même du volume en ouvrant une valve adaptée, et que le campeur peut amener à un volume correct en les gonflant un peu plus par son souffle.
On appelle l'âme d'un matelas, ou cœur, le constituant principal du matelas (latex, mousse ou ressorts). L'âme est habillée de plateaux constitués de différentes couches de garnissage (capitonnage en bourrelets ou rembourrage) et est enveloppée d'un coutil (tissu en coton, lin, polyester, parfois associé à des traitements anti-bactérien, anti-acariens ou feu retardant). Le matelassage du coutil peut être différent d'une face à l'autre : on parle alors de face hiver lorsque les composants utilisés conservent la chaleur (comme la laine) et de face été lorsque ceux-ci procurent de la fraîcheur (comme le coton ou le lin plus léger). Une étiquette de la marque du fabricant est généralement présente sur la face hiver.
Un matelas est naturellement associé à un sommier. La qualité du couchage dépend donc non seulement du choix du matelas mais aussi du choix du sommier qui lui servira de base (un sommier supportant 1/3 de l'effort mécanique).
Les matelas sont généralement classés selon leur confort: équilibré (ou médium), ferme, très ferme et extra-ferme.

## Tailles
Voir l'article détaillé : lit et normes au XXIe siècle.

## Recyclage
Un des problèmes posés par nombre de matelas modernes (ceux contenant des mousses synthétiques notamment) est la difficulté à recycler tous leurs composants et le caractère polluant de certains de ces composants. Ils sont difficiles à incinérer et représentent une source d'instabilité des sols de décharges ou de centres d'enfouissement spécialisés.
Par contre, les matelas de laine et les sommiers tapissiers traditionnels sont recyclable à 100 %. Lorsque les caractéristiques fonctionnelles de ces pièces de literie se sont dégradées, elles sont reprises par l'artisan qui les a fabriqués et qui réutilise tous les matériaux constituants pour fabriquer un nouveau matelas ou un nouveau sommier qui aura les mêmes qualités que le neuf. Ce processus de recyclage peut se réitérer de très nombreuses fois. Mais ces produits de literie traditionnels représentent une trop petite part du marché.
En France, de manière générale, la filière de recyclage pour la literie est très peu développée, contrairement à ce qui se fait au Canada, en Allemagne ou en Scandinavie. Pourtant, on estime à 5 millions le nombre de literies qui pourraient être recyclées chaque année en France, ce qui en fait un marché potentiellement lucratif. Mais le manque d'écoconception rend la déconstruction complexe. Le traitement de literies ou de matelas est une opération encore peu mécanisable qui fait nécessairement appel à une importante main d'œuvre. Le coût de collecte est en outre très important, notamment en coût carbone (nombreuses collectes par camion).
L'acier des ressorts est facilement recyclé mais les cours se sont effondrés, le tissu transformé en feutre est en concurrence avec les laines minérales plus performantes pour l'isolation du bâtiment, le latex n'intéresse que l'industrie Belge, les mousses de polyuréthane et polyester ne peuvent que faire l'objet de valorisation énergétique, d'où la nécessité de placer le site de déconstruction à proximité d'un incinérateur
La mise en décharge est encore la destinée de la plupart des matelas...
La responsabilité élargie des producteurs initialement prévue pour 2011 et repoussée en 2012 commence à prendre en compte de manière plus précise ce type de produit. Le décret 2012-22 du 6 janvier 2012 corrige ce retard et impose depuis sa publication un calendrier d'obligation de recyclage de ces produits d'ameublement, étalant de 2012 à 2015 les obligations des professionnels aussi bien que des particuliers. Ce décret fixe notamment les conditions de collecte et de traitement des literies, l'organisation nécessaire pour parvenir à l'objectif assigné pour 2015 : un taux de réutilisation et de recyclage de 45 % pour les déchets d'éléments d'ameublement ménager (particuliers) et de 75 % pour les déchets d'éléments d'ameublement professionnel.
En fait peu d'investisseurs se sont lancés dans le recyclage des matelas. Il faut citer toutefois une initiative du groupe Cauval qui a reconverti une usine ardéchoise (Ecoval Ardèche). Le résultat est parlant : avec 51 employés elle a réalisé en 2014 un chiffre d'affaires de 1 794 k€ et dégagé une perte de 3 338 k€
Elle a été placée fin février 2016 en règlement judiciaire et un repreneur est recherché
En septembre 2015 le groupe Véolia a lancé une unité de recyclage en collaboration avec Envie pour la zone ouest
Suez Environnement a monté en juin 2015 une unité à Langon

## Surmatelas
Un surmatelas (ou « sur-matelas ») est une pièce de tissu, épaisse de quelques centimètres, qui peut être posée sur le matelas pour en améliorer le confort ou la fermeté. Au Moyen Âge, il s'agit de la couette qui est composée de plumes et plumettes, les personnes au lit dormant par-dessus et non dessous comme aujourd'hui.
Les surmatelas peuvent avoir des fonctions médicales spécifiques (surmatelas d’aide à la prévention de l’escarre ou surmatelas contre le mal de dos) ou des fonctions de contrôle de la température de l'environnement du sommeil.
Ils sont généralement en mousse (notamment en mousse à mémoire de forme), mais aussi en duvet ou en laine. Les marques du secteur du luxe utilisent généralement le crin en association avec d'autres matériaux naturels (laine, cachemire, soie, etc.)

## Qualités
Selon une étude réalisée par le professeur Jacques Touchon, neurologue au CHU de Montpellier, le changement de literie tous les 10 ans (période au bout de laquelle la literie a perdu 30 % de ses qualités d’origine) permet de réduire le temps d’endormissement de 57 minutes à 25 minutes et de gagner 53 minutes de sommeil par nuit (le couchage usagé influe sur l’indépendance de couchage, le dormeur se retournant en moyenne 40 fois par nuit, ce qui constitue pour un couple 80 occasions de se réveiller).